# 甲醇芽孢杆菌
甲醇芽孢杆菌（学名：Bacillus methanolicus）是一种芽孢桿菌屬革兰氏阳性、嗜热的甲基营养细菌。它能够在50℃至55℃的温度范围内，通过烟酰胺腺嘌呤双核苷酸 (NAD) 依赖型甲醇脱氢酶（Mdh）和核酮糖单磷酸循环（RuMP）途径同化甲醇快速生长，并合成L-谷氨酸和L-赖氨酸等。

## 发现
1974年，有人发现了一种能够利用甲醇作为唯一碳源生长的混合培养物。其中一些菌株最初被归类为短芽孢杆菌（Bacillus brevis），但在1992年被重新分类为甲醇芽孢杆菌。

## 性状
甲醇芽孢杆菌不仅能够利用甲醇生长，还能利用甘露醇、葡萄糖和阿拉伯醇等其他碳源生长，但在不同碳源条件下的生长速率有所不同。
甲醇芽孢杆菌可从土壤、废水处理系统和火山温泉中分离出来，细胞呈杆状, 可形成椭圆形的内生孢子, 在50℃以上温度下孢子萌发能力较差。
甲醇芽孢杆菌具有较强的耐高温特性，能够在35℃至60℃的温度范围内生长，最适生长温度为50℃至55℃。